# Стир
Стир (на украински: Стир; на беларуски: Стыр; на руски: Стырь) е река протичаща по територията на Лвовска, Волинска и Ровненска област в Украйна и Брестка област в Беларус, десен приток на Припят (десен приток на Днепър). Дължина 494 km, от които 70 km в Беларус. Площ на водосборния басейн 12 900 km², от които 493 km² в Беларус.
Река Стир води началото си от Волинското възвишение, на 3 km югоизточно от село Пониква, Лвовска област, на 265 m н.в. В горното си течение протича през Волинското възвишение в дълбока, трапецовидна и тясна (200 – 300 m) долина, а в средното и долното течение – в широка, плитка и силно заблатена долина през западната част на обширната историко-географска област Полесие. Влива се отдясно в река Припят (десен приток на Днепър) на 1,5 km югозападно от село Березци (Брестка област), на 129 m н.в.
Река Стир приема множество предимно малки притоци: леви – Богаиха, Радоставка, Островка, Судиловка, Липа, Черногуска, Серна, Лютица, Железница, Веселуха; десни – Слоновка, Пляшевка, Жабичи, Иква, Конопилка (горна), Конопелка (долна), Любка, Рудка, Кормин, Ров, Стубла. Има смесено, предимно снежно подхранване. Пълноводието продължава от март до май, когато преминава около 50% от годишния отток. Среден годишен отток на 168 km от устието 45 m²/s. Замръзва обикновено в средата на декември (в някои години чак в началото на март), а се размразява в края на февруари или началото на април. В най-долното си течение е плавателна за плиткогазещи съдове. В горното течение е изградено Хренниковското водохранилище.
По бреговете и долината на Стир са разположени множество населени места, н т.ч.:
Украйна
- Волинска област – градове Берестечко, Луцк и Рожишче, сгт Рокини и Колки;
- Ровненска област – град Вараш, сгт Заречное;

## Река Стир при град Вараш
- Зима

- Лято

## Топографска карта
- М-35-А М 1:500000[2]